# Созревание виски
Созрева́ние и вы́держка ви́ски (англ. Whisky maturation) — это процесс взаимодействия между органическими соединениями в свежеперегнанном спирте и соединениями лигнина в древесине, результатом которого, является широкий спектр вкусов готового к употреблению виски.

## История
Виски — ирл. uisge beatha, или вода жизни — изначально употреблялся в качестве невыдержанного спирта, дистиллированный и ароматизированный такими добавками, как мёд или вереск, чтобы перебить агрессивный характер напитка и сделать его более приятным на вкус. Созревание и выдержка виски были открыты случайно. Согласно общепринятой легенде, имея больше uisge beatha, чем было возможно употребить единовременно, алкогольный напиток был помещён в дубовую бочку, с целью хранения его до тех пор, пока он не понадобится. Бочка находилась в состоянии покоя длительный промежуток времени, а когда содержимое бочки продегустировали, то оказалось, что спирт смягчился, улучшил и приобрел новые вкусовые характеристики. Таким образом процесс созревания приобрёл массовый характер.
Созревание виски фактически началось как юридическое требование в соответствии с Законом о незрелых спиртных напитках (ограничение) от 19 мая 1915 года, однако на данный момент это требование используется в качестве уточнения, а не в качестве юридической необходимости. Дистиллированный спирт, из перегонного куба, который в Шотландии называют англ. new make, не только совершенно бесцветен и имеет высокую крепость (до 85 %), но и вкус, по крайней мере по сравнению с виски, гораздо менее сложный.

### Введение Закона о незрелых спиртных напитках (ограничения) 1915 г.
В феврале 1908 года, когда правительство объявило о создании Королевской комиссии по виски и другим спиртным напиткам для обсуждения легитимности перегонного куба Коффи, после 37 заседаний Комиссия пришла к выводу:
«…что „виски“ — это спирт, полученный путем дистилляции из сусла, осахаренной диастазой солода, что „шотландский виски“ — это виски, дистиллированный в Шотландии».
При этом комиссия не упомянула об использовании древесины для созревания, потому что до 1915 года это не было требованием. Хотя бочки уже давно использовались для перевозки спиртных напитков, а эффективность созревания виски была общепризнанной и общепринятой среди уважаемых производителей виски, некоторые не считали этот дополнительный шаг необходимым. Вместо этого созревание стало обычным явлением из-за попытки Дэвида Ллойд Джорджа ограничить доступность виски и других спиртных напитков. Закон предусматривал, что шотландский виски должен выдерживаться в деревянных бочках не менее 2 лет, прежде чем его можно будет продать, год спустя этот нижний предел был увеличен до 3 лет.
Из более чем 130 заводов по производству шотландского виски, работавших в 1914 году, к концу войны лишь немногие пережили финансовые и материально-технические трудности. Однако дистиллерии, которые пережили данный кризис, а также возросшая репутация зрелого виски помогли сделать данный напиток премиальным продуктом.
Виски стал более популярным также отчасти из-за нехватки бренди, вызванной филлоксерой в предыдущем 19 веке.
Поскольку было обнаружено, что более длительное созревание в дубовых бочках дает более интересные и сложные вкусы, то, что начиналось отчасти как требование закона, теперь стало нормой. Виски часто созревает в течение периодов от 8 до 12 лет, однако также существуют сроки выдержки 15, 20, 25, 30 и 50 лет. Поскольку бочки, как правило, смешиваются или выдерживаются вместе, указание возраста на передней части бутылки должно соответствовать возрасту самого молодого спирта. Отчасти по этой причине, а также из-за отсутствия более зрелых сортов виски, винокурни начали выпускать больше виски без указания возраста.
Деревянные бочки давно использовались для перевозки и хранения всевозможных товаров, включая продукты питания и жидкости всех видов. До появления транспортных контейнеров, доминирующую позицию занимали именно бочки, как наиболее легко транспортируемый способ хранения и перемещения товаров. По этой причине бочки для транспортировки хереса из Испании, винные бочки из Франции и других стран доставлялись в британские порты, и вместо того, чтобы перевозить их пустыми, продавались дистеллериям, которые открыли для себя, что бочки придавали виски уникальные вкусы, по цене намного дешевле покупки новых бочек.

## Описание
В процессе дистилляции на выходе образуется прозрачная жидкость — чистый спирт, который должен выдерживаться не менее трех лет в дубовых бочках на шотландском таможенном складе, чтобы по закону называться скотчем.
Существует множество различных факторов, влияющих на создание окончательного вкуса виски, в том числе тип дерева, то, что содержалось в бочке ранее (херес, бурбон), а также микроклимат, в котором бочка хранится.
Американский и европейский дуб являются наиболее распространенными видами древесины, используемой для изготовления бочек, поскольку он пористый, но при этом достаточно прочный. Виски можно выдерживать до 50 лет и более, поэтому бочки должны иметь запас прочности. Дуб — единственный вид древесины, разрешенный в настоящее время в Шотландии. Другие страны, такие как Ирландия, Швеция и Германия, гораздо более гибки в отношении типа бочки. Однако по ряду химико-технических причин предпочтение отдается дубу и другим крупно рослым, не слишком пористым и легким в обработке типам древесины.
Бочки обычно используются для созревания таких напитков, как бурбон или херес, прежде чем они будут использованы для созревания виски, при этом некоторые из ароматов характерных исключительно этим напиткам, могут быть обнаружены в конечном продукте.
Независимо от того, является ли бочка использованной ранее или нет, если она заполняется виски, её называют первой заправкой. Обычно это зерновой спирт. С другой стороны, если это бочка из-под хереса, то солод обычно является первым спиртом, созревающим в ней.
Первые наполнения созревают в течение короткого периода времени, около 4-5 лет, а вторые наполнения — до 12 лет.
Лигнин, дубильные вещества и целлюлоза вносят свой вклад во вкус виски, придавая оттенки ванили и карамели.
Поскольку американский виски — бурбон, должен выдерживаться в новых дубовых бочках, для шотландских производителей доступно множество бочек из-под бурбона. Их разбивают на отдельные доски, называемые клепками, для облегчения транспортировки, а затем снова собирают в бочки большего размера, как только они достигают Шотландии. Европейские же бочки отправляются целыми и не прошедшими процесс сушки после сливания из них хереса. Древесина европейских бочек придаёт дополнительный аромат, поскольку именно дуб насыщает херес ароматом в первую очередь, однако пряное вино все же можно обнаружить в конечной гамме ароматов виски.

## Факторы, влияющие на процесс созревания
Во время обжига древесина нагревается до 200 °C в большой печи в течение примерно 30 минут, при этом твердая структура древесины разрушается, целлюлоза расщепляется на древесный сахар и карамелизуется, а лигнин частично преобразуется в ванилин. После того, как бочке придали форму, внутреннюю часть бочки обжигают (обугливают) в течение 3-5 минут и тушат водой. Древесный уголь является чрезвычайно хорошим фильтром (адсорбентом) и извлекает из виски нежелательные компоненты. Бочки из-под хереса и портвейна также проходят термическую обработку, но лишь изредка обугливаются.
При этом, на процесс созревания влияет не только тип древесины и термическая обработка, но и размер бочек. Виски созревает быстрее в небольших объёмах, так как площадь поверхности больше по сравнению с содержимым. Обмен веществ между древесиной и виски происходит быстрее.
Наиболее важным типом бочек является американский стандартный бочонок (ASB), который вмещает около 200 литров. ASB также являются компонентом производства шотландских бочек объемом около 250 литров.
Помимо обжига бочек и того, что ранее содержалось в них, погодные условия в месте хранения также в значительной степени влияют на окончательный вкус виски.
В более теплую погоду древесина расширяется, как и объем жидкости, что означает большее взаимодействие. Существует также более высокий уровень испарения в более теплых условиях, называемый «долей ангела». Воздух снаружи бочки также поглощается древесиной и окисляет жидкость, создавая сложные эфиры, которые придают фруктовый вкус. Холодная погода имеет противоположный эффект.
Бочка также теряет некоторые из своих ароматов с каждым наполнением. Однако ёмкостям можно придать новую жизнь. Для этого дистилляторы процарапывают бочку до более свежей древесины перед повторным обжигом. Это даёт возможность передать напитку более яркий вкус. Бочки таким образом могут храниться до 100 лет.
Крепость спирта также влияет на то, как жидкость взаимодействует с деревом, при этом оптимальной является более низкая концентрация. Однако для этого требуется больше бочек и больше складских площадей. Таким образом, крепость 63,5 % стала стандартной концентрацией для созревания виски.
Традиционно склад для выдержки виски покрывался слоем сгоревшего кокса, а бочки укладываются в два или три ряда по высоте. Современные склады имеют бетонные полы и более высокую укладку бочек.

## Процессы при созревании виски в бочке
Процессы созревания при хранении виски в бочке, до розлива в бутылки, не изучены полностью, однако считается, что созревание виски происходит в три этапа, называемых аддитивным, субтрактивным и интерактивным созреванием.

### Аддитивное созревание
Во время аддитивного созревания дистиллят начинает приобретать ароматы и цвет древесины. Они распределяются по всей жидкости, и образуется большой ряд химических соединений: дубильные вещества, ваниль, сиреневый альдегид, эвгенол и др. Эти ароматы исходят от древесины и особенно от обожжённой внутренней поверхности бочки. Кроме того, во время аддитивного созревания виски поглощает соединения из жидкости, которая ранее хранилась в бочке - бурбон, херес или вино.

### Субтрактивное созревание
После того, как виски приобрел широкий спектр ароматов при аддитивном созревании, субтрактивное созревание устраняет нежелательные вкусы. Металлические и серные оттенки вкуса уменьшаются, и происходит процесс маскировки. Маскировка относится к молекулам, высвобождаемым из древесины бочки, которые накладываются на существующие ароматы и вкусы. Другой аспект субтрактивного созревания можно найти в форме окисления, которое может убрать и уменьшить резкие ароматы.

### Интерактивное созревание
Наименее изученная область созревания виски - это так называемое интерактивное созревание. Здесь играют роль особенности древесины дуба и влияние климата. Во время интерактивного созревания, газы входят и выходят из бочки. Через стенку бочки происходит обмен между содержимым бочки и окружающей средой. То, что поступает или уходит, определяется колебаниями температуры и влажности, а также особенностями складов и их расположения. В процессе интерактивного созревания характер дистиллята сочетается с характером древесины бочки для создания новых сложных ароматов, в результате чего получается уникальный продукт.

## Отделка виски
До последних нескольких десятилетий виски в основном созревал в соответствии с описанными выше процессами, затем разбавлялся водой до необходимой крепости и разливался по бутылкам, как правило, как часть купажа. Между тем, в последние годы, на некоторых винокурнях к процессу производства виски добавилась еще одна стадия: отделка. Отделка проводится во второй или даже и в третьей бочке с использованием бочек, в которых выдерживались такие вина как херес, мадера, портвейн, бордо, сира, шардоне, бургундское или марсала, а также такие бочки, в которых до этого содержались такие напитки как ром, коньяк или кальвадос. Это позволяет создавать виски с совершенно новыми вкусовыми характеристикам. Отделка значительно расширила ассортимент виски. Примерами виски с отделкой являются Madeira Finish от Glenmorangie, Port Wood от Balvenie и Dusk от Bowmore. Отделка применяется даже для второго созревания солодового виски - с использованием бочек, в которых уже созрел солод.